# Neuville-Saint-Rémy
Neuville-Saint-Rémy és un municipi francès, situat a la regió dels Alts de França, al departament del Nord. L'any 2006 tenia 3.711 habitants. Limita al nord amb Tilloy-lez-Cambrai, a l'est amb Cambrai i al sud i oest amb Raillencourt-Sainte-Olle.

## Demografia
| Evolució de la població Ehess i INSEE |      |      |      |      |      |      |      |      |
| 1793                                  | 1800 | 1806 | 1821 | 1831 | 1836 | 1841 | 1846 | 1851 |
| 253                                   | 458  | 516  | 656  | 710  | 709  | 834  | 931  | 884  |

| 1856 | 1861  | 1866  | 1872  | 1876  | 1881  | 1886  | 1891  | 1896  |
| ---- | ----- | ----- | ----- | ----- | ----- | ----- | ----- | ----- |
| 927  | 1.007 | 1.124 | 1.087 | 1.125 | 1.280 | 1.475 | 1.538 | 1.538 |

| 1901  | 1906  | 1911  | 1921  | 1926  | 1931  | 1936  | 1946  | 1954  |
| ----- | ----- | ----- | ----- | ----- | ----- | ----- | ----- | ----- |
| 1.588 | 1.658 | 1.730 | 1.663 | 1.973 | 1.864 | 1.920 | 2.048 | 1.971 |

| 1962  | 1968  | 1975  | 1982  | 1990  | 1999  | 2006 | 2011 | 2016 |
| ----- | ----- | ----- | ----- | ----- | ----- | ---- | ---- | ---- |
| 2.846 | 4.127 | 3.847 | 4.107 | 3.957 | 3.962 | -    | -    | -    |

| 2019 | - | - | - | - | - | - | - | - |
| ---- | - | - | - | - | - | - | - | - |
| -    | - | - | - | - | - | - | - | - |

## Administració
| Període   | Identitat           | Partit |
| --------- | ------------------- | ------ |
| 1929-1945 | Henri Bocquet       |        |
| 1945-1969 | Edouard Lhotellier  |        |
| 1969-1971 | Marcel Crinon       |        |
| 1971-1994 | Georges Morchain    |        |
| 1994-     | Jean-Jacques Ségard | UMP    |

## Personatges il·lustres
- Alfred Fronval heroi de l'aviació francesa en la Primera Guerra Mundial.